# Battaglia di Kaniów
La battaglia di Kaniów ebbe luogo, durante la prima guerra mondiale, nella notte tra il 10 e l'11 maggio 1918 presso Kaniv (in polacco:Kaniów) nell'attuale Ucraina. Venne combattuta dai polacchi, comandati dal generale Józef Haller e il Deutsches Heer. La battaglia si concluse con la vittoria dei tedeschi: metà delle forze polacche si arrese, mentre l'altra batteva in ritirata.

## Antefatti
Il 15 febbraio 1918, per protestare contro il trattato di Brest-Litovsk, che diminuiva le possibilità per i polacchi di riuscire a creare uno stato indipendente, la seconda brigata delle legioni polacche, che ufficialmente apparteneva all'esercito austro-ungarico, si ribellò e sfondò i confini sovietici per unirsi ai soldati polacchi che combattevano per i russi (Battaglia di Rarańcza): questo fatto fu inteso dalle potenze centrali come un ammutinamento e una violazione del trattato di Brest-Litovsk. Alle truppe polacche fu quindi ordinato di fermarsi vicino a Kaniv, più precisamente in un triangolo formato dai villaggi di Potok, Kozin e Rarańcza. Il 6 maggio di quello stesso anno il generale in capo della 28ª brigata di terra tedesca, Zierhold ordinò al maresciallo Hermann von Eichhorn di dare un ultimatum alla IIª brigata polacca di arrendersi, la IIª brigata si preparò alla battaglia ma sorpreso Zierhold si ritirò poiché non era pronto ad un affronto diretto con i polacchi dicendo che l'ultimatum era stato un errore di comunicazione. Comunque presto arrivarono i rinforzi per Zierhold.

## Battaglia
Nella notte tra il 10 e l'11 maggio 1918, la IIª brigata polacca venne circondata ed attaccata dalle truppe tedesche. Le resistenze polacche si concentrarono nel villaggio di Jemczycha, presso Kaniv. I polacchi resistettero per quasi un giorno ed entrambi gli schieramenti subirono gravi perdite. La sera dell'11 maggio i Tedeschi proposero un cessate il fuoco ed alcuni negoziati. Con i rifornimenti che iniziavano a venir meno, i polacchi si arresero e concordarono alla capitolazione onorevole.

## Conseguenze
La battaglia portò gravi perdite ad entrambe le fazioni: circa 1'500 tedeschi e 1'000 soldati polacchi furono uccisi o feriti nei combattimenti. Circa la metà delle truppe polacche sopravvissute allo scontro fu catturata dai tedeschi e mandati in campi di prigionia, mentre l'altra metà delle truppe riuscì a fuggire. Tra i polacchi che riuscirono a sfuggire ai tedeschi c'era anche Józef Haller che si finse morto e si rifugiò in Francia, dove venne nominato comandante dell'"esercito blu", le forze di resistenza polacche. Dopo la fine della guerra molti reparti polacchi adottarono il nome Kaniów in onore di questa battaglia.